# 3182 Shimanto
3182 Shimanto eller 1984 WC är en asteroid i huvudbältet som upptäcktes den 27 november 1984 av den japanska astronomen Tsutomu Seki vid Geisei-observatoriet. Den är uppkallad efter Shimanto-floden i Japan.
Asteroiden har en diameter på ungefär 8 kilometer och den tillhör asteroidgruppen Eunomia.